# Mormia maai
Mormia maai är en tvåvingeart som först beskrevs av Quate 1962.  Mormia maai ingår i släktet Mormia och familjen fjärilsmyggor. Inga underarter finns listade i Catalogue of Life.